# 甄兰芳
甄兰芳（1970年10月—），云南昭阳人，回族，无党派人士。中华人民共和国政治人物、第十三届全国人民代表大会云南省代表。

## 生平
2018年，甄兰芳被选为云南省出席第十三届全国人民代表大会代表。